# Янішево (Поморське воєводство)
Янішево (пол. Janiszewo, нім. Alt Janischau, 1942–45 Altjanischau) — село в Польщі, у гміні Пельплін Тчевського повіту Поморського воєводства.
Населення — 492 особи (2011).
У 1975-1998 роках село належало до Гданського воєводства.

## Демографія
Демографічна структура станом на 31 березня 2011 року:
|          | Загалом | Допрацездатний вік | Працездатний вік | Постпрацездатний вік |
| -------- | ------- | ------------------ | ---------------- | -------------------- |
| Чоловіки | 259     | 62                 | 177              | 20                   |
| Жінки    | 233     | 51                 | 144              | 38                   |
| Разом    | 492     | 113                | 321              | 58                   |